# Yucca aloifolia
Yucca aloifolia L., también conocida como bayoneta española o planta daga, es una especie de planta de la familia Agavaceae. Es la especie tipo del género Yucca.

## Distribución y hábitat
Crece en suelos arenosos, especialmente en las dunas de arena a lo largo de la costa desde Carolina del Norte a México, y en las islas del Caribe. A veces se puede encontrar tierra adentro en los bosques de pino. También se ha naturalizado en otros lugares.

## Descripción
Yucca aloifolia es una planta terrestre, arborescente; con tallos que alcanzan un tamaño de hasta 7 m, delgados, densamente ramificados, a veces con vástagos. Las hojas de 25-60 x 2.5-6 cm, angostándose hasta 1.5 cm cerca de la base, rígidas, gruesas, de color verde oscuro brillante; con ápice agudo; márgenes denticulados, coriáceos. Panícula péndula, densa, tomentosa. Flores globosas; tépalos la mayoría de 3-4 x 1.5-2.2 cm, ovados, blanquecinos, con matices púrpura o verdes hacia la base; filamentos 0.8-1 cm, algo papilosos; ovario 1.5 cm, constreñido en la base, oblongo. Fruto abayado, elipsoide, prismático, negruzco, la pulpa purpúrea; semillas 5-6 x 6-7 mm.

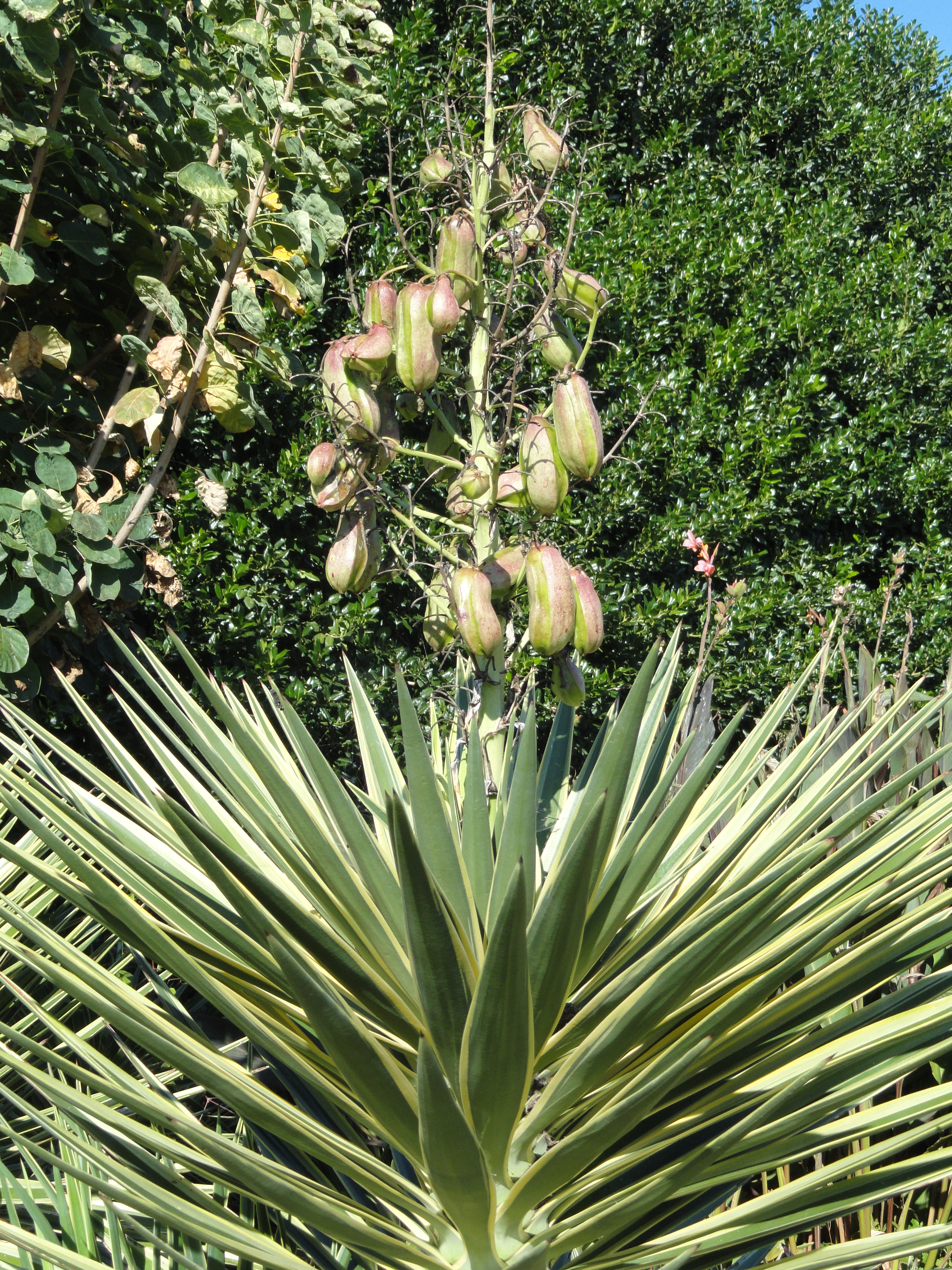
Vista de la planta

## Taxonomía
Yucca aloifolia fue descrita por Carlos Linneo y publicado en Species Plantarum 1: 319. 1753.

Etimología
Yucca: nombre genérico que fue nombrado por Carlos Linneo y que deriva por error de la palabra taína: yuca (escrita con una sola "c").
aloifolia: epíteto latíno que significa "como las hojas de aloe"

## Usos
Este tipo de plantas se suele emplear en macetas para decorar los interiores, terrazas o patios. Otro de los usos bastante extendidos es colocar estas plantas en el jardín formando pequeños grupos colocadas en rocallas o en zonas aisladas para evitar pinchazos. Puede servir como planta la decoración de fondo en jardines donde haya niños que pueda correr el riesgo de pincharse con la punta de las hojas.
Podemos decir que son plantas apropiadas para jardines costeros ya que tienen buena resistencia a los ambientes salinos. En los individuos que son jóvenes y las hojas suelen crecer a nivel del suelo, pero con los años van perdiendo las hojas inferiores y barra ascendiendo cada vez más en el tallo. Aquellos ejemplares que se desarrollan en los jardines alcanzarán alturas mayores.
Si las temperaturas son lo suficientemente cálidas como para que se mantengan estables y no haya ninguna helada la floración se puede adelantar a finales de primavera y durar hasta principios de otoño. En cuanto a sus frutos, son bayas en racimos tanto secos como carnosos de color negro.
Quizá el inconveniente de esta planta la hora de su uso en jardines y rocallas es que suele ser pinchosa. Hay que tener bastante cuidado, sobre todos en niños ya que pueden llegar a pincharse el ojo. Lo mejor para colocar estas plantas es en rocallas de xerófitas o macizos que estén alejados del paso para no correr el riesgo de cualquier pinchazo.
Una de las características por la que esta planta se hace bastante famosa en su uso es que soportan bien la sequía, el viento, la contaminación, los suelos salinos y calizos, suelos pobres y soporta el escaso subsuelo y mantenimiento bajo. Esto se hace esencial para la planta de decoración en lugares públicos que lo necesite demasiado mantenimiento y pueda resistir bien sin demasiada agua y a la contaminación atmosférica de la que puede estar dispuesta.

## Cuidados
Podemos abonarla con fertilizante mineral cada 15 días en primavera y verano. Durante el invierno no necesita ningún fertilizante. Tampoco es una planta que necesite de poda, aunque es conveniente eliminar el tallo floral cuando las flores ya se ha marchitado para que pueda desarrollar nuevas flores en buen estado de salud.
- Dracaena lenneana Regel
- Sarcoyucca aloifolia (L.) Linding.
- Yucca arcuata Haw.
- Yucca atkinsii Baker
- Yucca conspicua Haw.
- Yucca crenulata Haw.
- Yucca draconis L.
- Yucca haruckeriana Crantz
- Yucca parmentieri Carrière
- Yucca purpurea Baker
- Yucca quadricolor Baker
- Yucca serrulata Haw.
- Yucca striata auct.
- Yucca tenuifolia Haw.
- Yucca tricolor Baker
- Yucca yucatana Engelm.[6][7]